# 江川紹子ホスゲン襲撃事件
江川紹子ホスゲン襲撃事件（えがわしょうこホスゲンしゅうげきじけん）とは、1994年9月20日に発生したオウム真理教信者による殺人未遂事件。立件は見送られた。

## 概要
この事件の被害者であるジャーナリストで坂本堤の知人でもある江川紹子は、未解決だった坂本堤弁護士一家殺害事件（当時は失踪事件）へのオウム真理教の関与を追及していた。麻原彰晃はこれに危機感を抱き、新実智光、遠藤誠一、中川智正、端本悟に命じ、江川を毒ガスのホスゲンで殺害するよう指示した。松本サリン事件後にサリンでは怪しまれるのでホスゲンが使われることとなった。
1994年9月20日午前3時半頃、実行犯らは江川宅の郵便受けからホースを入れ、ホスゲンを噴霧した。しかし、郵便受けの音ですぐに気づかれたため、少量しか噴霧できず車で逃走した。江川はホスゲンを少量吸い込んだため、命に別状はなかったが気管支に全治2週間の傷を負い、一時声が出なくなった。江川は逃走する実行犯を目撃しており、毒ガスの鑑識も含め本事件の捜査を要望したが、警察に拒否されている。
1995年3月の強制捜査以降で一連のオウム事件が発覚した際に同事件の立件も浮上したが、被害が重大でないことを理由に起訴猶予処分となった。